# Glenanthe
Glenanthe is een vliegengeslacht uit de familie van de oevervliegen (Ephydridae).

## Soorten
- G. fascipennis Sturtevant and Wheeler, 1954
- G. fuscinervis Becker, 1896
- G. interior Chillcott, 1964
- G. litorea Cresson, 1925
- G. nigripes Czerny, 1909
- G. ripicola (Haliday, 1839)
- G. ruetzleri Mathis, 1995
- G. salina Mathis, 1995